# Oskar Erbslöh

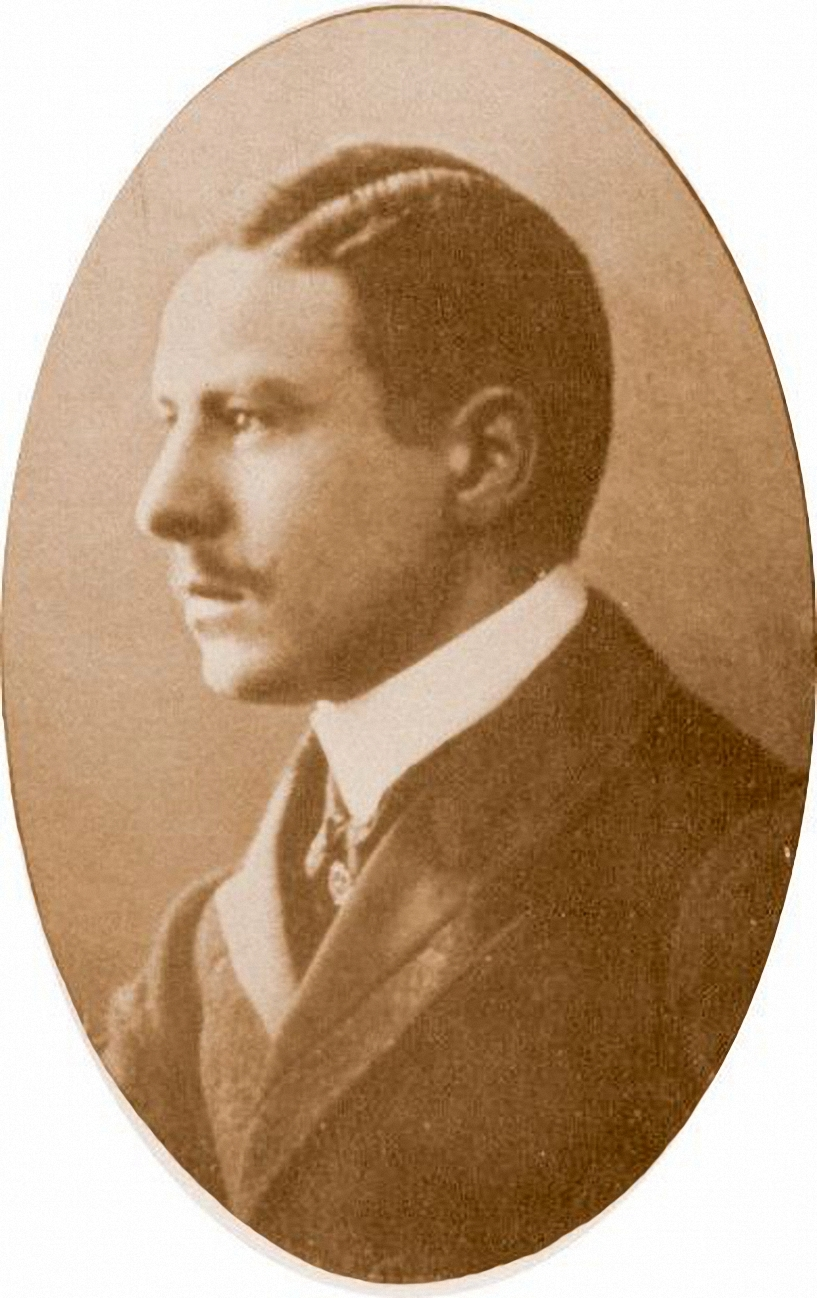
Oskar Erbslöh um 1905

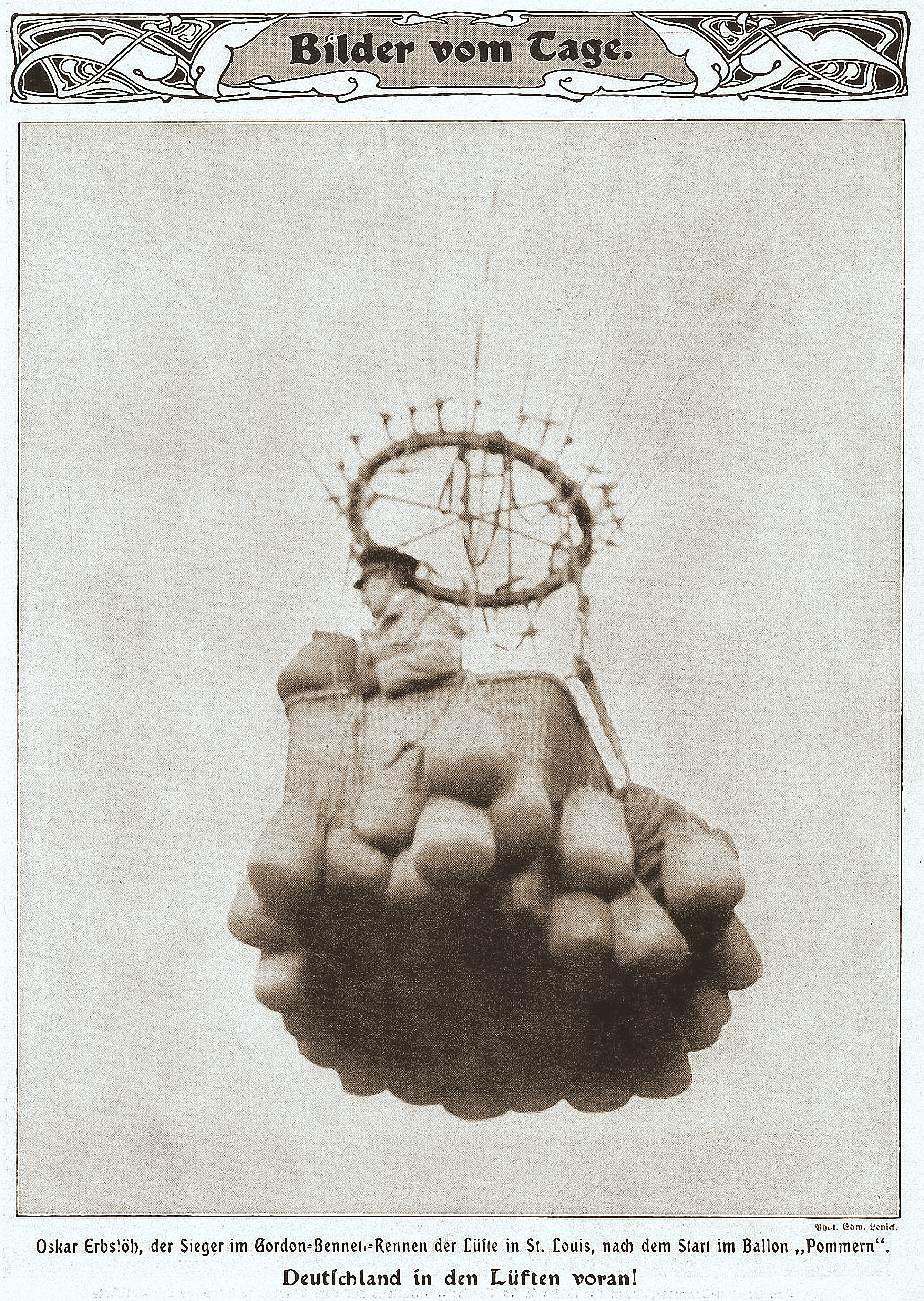
Oskar Erbslöh, der Sieger im Gordon-Bennett-Rennen von 1907 in St. Louis, nach dem Start im Ballon Pommern;
Foto von Edvin Levick

Oskar Erbslöh in St Louis 1907 mit dem Gordon-Bennett-Cup

Oskar Erbslöh (Schreibweise auch: Oscar) (* 21. April 1879 in Elberfeld; † 13. Juli 1910 bei Pattscheid) war ein deutscher Luftfahrtpionier.

## Leben
Erbslöh entstammte einer alten Barmer Kaufmannsfamilie. Sein Vater Carl Emil Erbslöh betrieb die 1836 gegründete Firma Gebrüder Erbslöh, ein Manufakturgeschäft in Elberfeld, an der auch Oskars Großonkel Julius Erbslöh I. zeitweilig Anteile besaß.
Oskar erhielt seine Schulbildung auf dem Elberfelder Realgymnasium und absolvierte eine kaufmännische Ausbildung in Hannover. Um 1900 sammelte er kaufmännische Erfahrungen im Ausland und bereiste Nordamerika. Er wandte sich schon frühzeitig verschiedenen Sportarten und 1904 der Luftschifffahrt zu. Nachdem er seiner Militärpflicht genügt hatte, trat er 1905 in das elterliche Geschäft als Teilhaber ein. Er starb 1910 beim Absturz des nach ihm benannten Luftschiffes „Erbslöh“. Sein Halbbruder Alfred Erbslöh führte den Textilgroßhandel in der Hofaue 47–49 noch bis in die 1930er Jahre fort.

## Wirken
Oskar Erbslöh erhielt 1905 die Qualifikation als Ballonführer vom 1902 gegründeten Niederrheinischen Verein für Luftschiffahrt. Nachdem er bereits 1906 in nationalen Wettfahrten wiederholt erste Preise errungen und am 30. September 1906 bei der ersten Gordon-Bennett-Wettfahrt in Paris zusammen mit Hugo von Abercron im Ballon Düsseldorf den neunten Platz belegt hatte, ging er am 15. September 1907 als Sieger der internationalen Wettfahrt der Fédération Aéronautique Internationale hervor. Für diese Fahrt erhielt er neben dem Siegerpokal auch die goldene Plakette des Prinzen Bonaparte, die ihm zu internationaler Berühmtheit verhalf.
Am 21. Oktober 1907 siegte er in St. Louis (USA) beim zweiten Gordon-Bennett-Cup der Ballonfahrer mit seinem Ballon Pommern. Dabei legte er mit seinem Begleiter Henry Helm Clayton 1403,55 Kilometer in 40 Stunden zurück. Dieser Sieg führte dazu, dass dieser international renommierte Cup im darauffolgenden Jahr in Deutschland ausgetragen werden konnte.
1908 wandte sich Oskar Erbslöh mehr der motorischen Luftschifffahrt zu. Unter seinem Vorsitz wurde die Rheinisch-Westfälische Motorluftschiff-Gesellschaft gegründet, deren Zweck im Bau von Motorluftschiffen bestand. 1909 stellte die Stadt Leichlingen dieser Gesellschaft im Ortsteil Balken auf Pachtbasis ein Grundstück von 20 Morgen (= 5,1 Hektar). zur Verfügung, auf dem eine feststehende Luftschiffhalle erbaut wurde. Zeitgleich mit dem Bau der Halle begann auch die Konstruktion und Fertigung des Luftschiffes „Erbslöh“, mit dem Oskar Erbslöh am 13. Juli 1910 bei Pattscheid (seit 1975 zu Leverkusen) zusammen mit vier Begleitern tödlich verunglückte. Eine Meldung aus der New York Times, sein Vater sei während Oskars Beerdigung infolge eines Schocks und Schlaganfalls verstorben, steht allerdings im Widerspruch zu einer Aussage in einer Publikation der Familienfirma aus dem Jahre 1914, nach der der Vater „kaum zehn Monate später seinem Sohne ins Grab folgte“.

## Ehrungen
1913 ersuchte die Stadt Leichlingen (Rheinland) bei Kaiser Wilhelm II. um die Erlaubnis, das Luftschiff Erbslöh in ihrem Stadtwappen führen zu dürfen, was jedoch von Wilhelm abschlägig beschieden wurde.
Ein Denkmal für Erbslöh steht in Leichlingen unweit des Standorts der Luftschiffhalle an der nach ihm benannten Oskar-Erbslöh-Straße (etwas erhöht in einer kleinen Anlage gegenüber Haus Nr. 34). Auch in Wuppertal, Solingen, Essen und Langenfeld tragen Straßen sowie die in Langenfeld angesiedelte Luftsportgruppe seinen Namen. Am 24. August 2011 beschloss die Gemeindevertretung der Gemeinde Schönefeld, eine Straße im Eingangsbereich des Flughafens Berlin Brandenburg nach Oskar Erbslöh zu benennen.

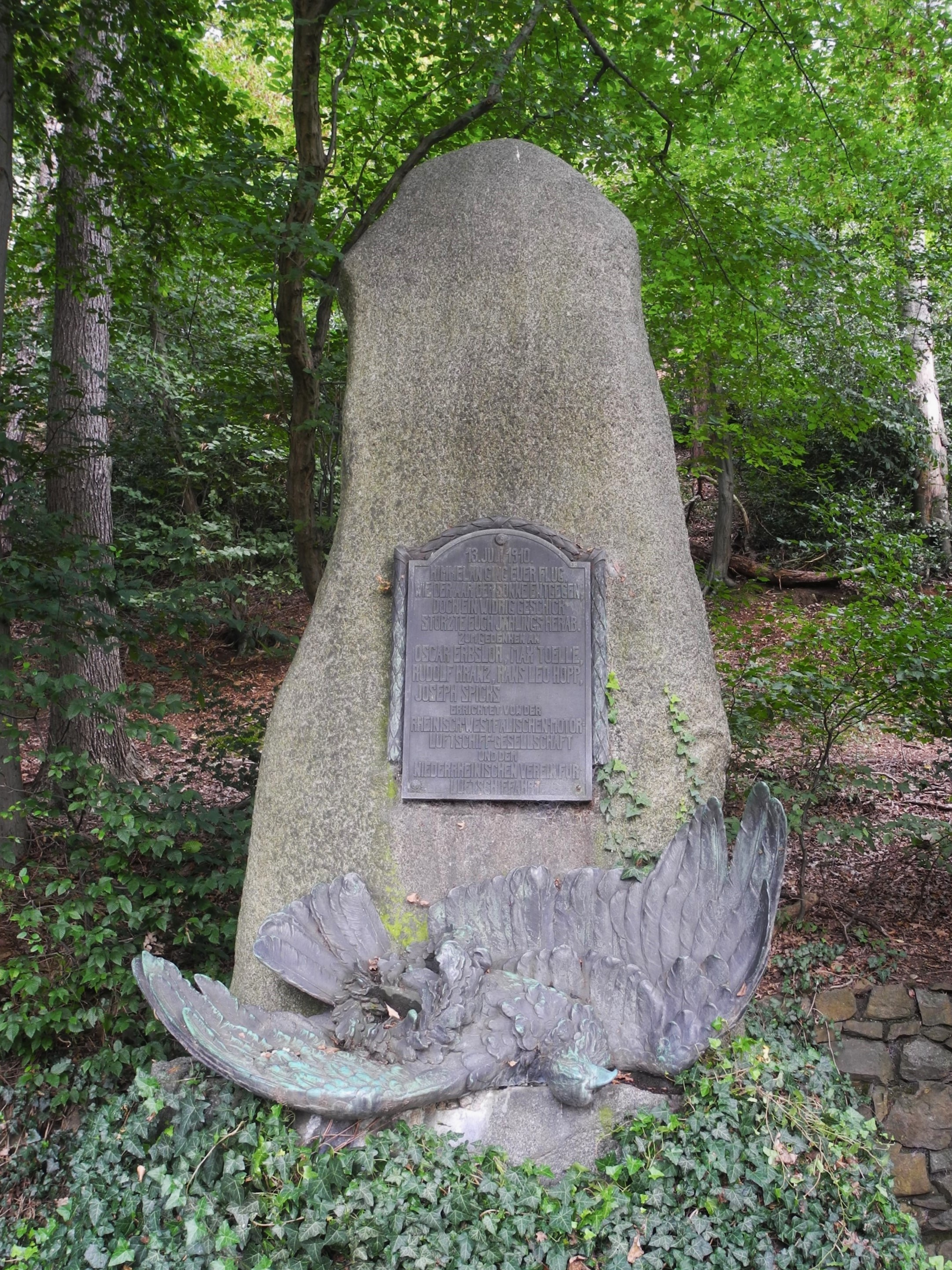
Oskar-Erbslöh-Denkmal

Der Grabstein des mittlerweile aufgelassenen Grabes befindet sich auf dem Alten Lutherischen Friedhof Hochstraße in Wuppertal.